# Blinky Bill – Das Meer der weißen Drachen
Blinky Bill – Das Meer der weißen Drachen (Originaltitel: Blinky Bill the Movie) ist ein australischer-irischer-indisch 3D-Animationsfilm, der im 2015 in die Kinos kam.

## Inhalt
Nachdem Blinky Bills Vater William zum Meer der weißen Drachen aufgebrochen ist will der Waran Wilberforce Cranklepot das Dorf Greenville übernehmen. Um dies zu verhindern macht sich sein Sohn auf die Suche nach ihm und durchquert das Outback und stößt dabei auf die menschliche Zivilisation. Auf seiner Reise lernt er neue Freunde, die Koaladame Nutsy, die er bereift als sie in einen neuen Zoo überführt werden soll, einen alten Wombat, names Wombo sowie der beiden Emus Jerry und Berrel kennen. Als er nicht wieder zurückkommt, macht sich seine Mutter Betty auf die Suche nach ihrem Sohn.

## Synchronisation
| Rolle       | Tierart                              | Englischer Sprecher | Deutscher Sprecher |
| ----------- | ------------------------------------ | ------------------- | ------------------ |
| Blinky Bill | männl. Koala                         | Ryan Kwanten        | Henning Nöhren     |
| Katie       | weibl. Koala                         | Robin McLeavy       |                    |
| Willam      | männl. Koala, Vater von Blinky Bill  | Richard Roxburgh    |                    |
| Betty       | weibl. Koala, Mutter von Blinky Bill | Deborah Mailman     |                    |
| Wombo       | männl. Wombat                        | Barry Humphries     | Jürgen Kluckert    |
| Cranky      | männl. Waran                         | Barry Otto          | Lutz Mackensy      |
| Sir Chlares | Britisch-Kurzhaar-Katze              | Rufus Sewell        | Lutz Schnell       |
| Splodge     | Känguru                              | Cameron Ralph       |                    |
| Jacko       | Kragenechse                          | David Wenham        | Gerrit Schmidt-Foß |

## Produktion
An der Produktion waren die Firmen Flying Bark Productions, Telegael, Studio 100 Animation u. a. beteiligt.

## Trivia
Im Jahr 2015 gewann der Film beim San Diego International Kids Film Festival die Auszeichnung als bester Animationsfilm.

## Weitere Ausstrahlungen
Die Erstausstrahlung in englischer Sprache war im 17. September 2015. Die deutsche Free-TV-Premiere war am 26. Dezember 2016 im KIKA. Weitere Ausstrahlungen erfolgten in den Jahren 2017 bis 2022. Auf DVD erschien der Film am 18. November 2016.